# Nikolauskirche (Mistlau)

Nikolauskirche in Mistlau

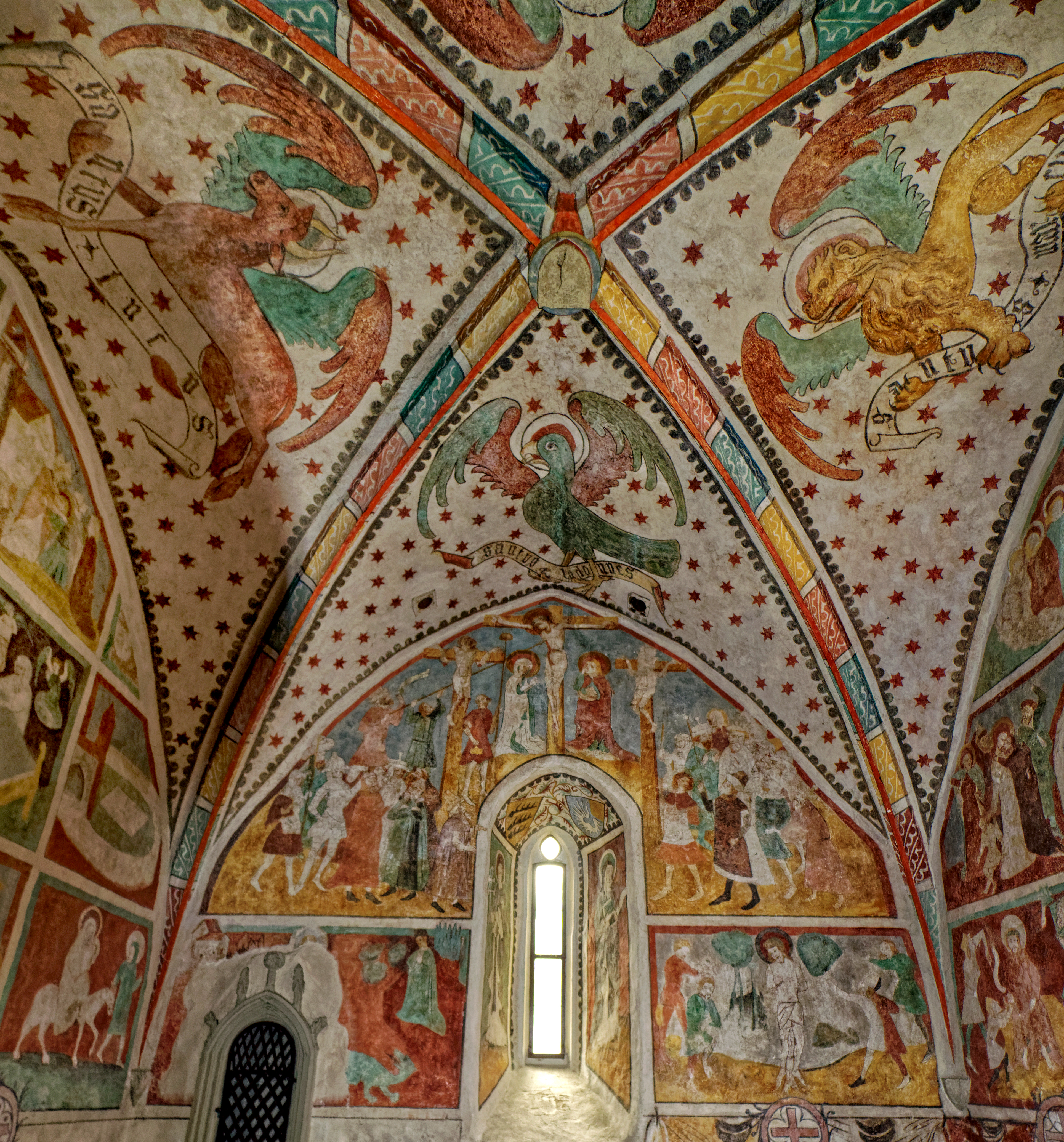
Chor der Nikolauskirche

Die Nikolauskirche ist ein evangelisches Kirchengebäude im Wohnort Mistlau der Stadt Kirchberg an der Jagst. Die Kirchengemeinde Mistlau gehört zum Kirchenbezirk Crailsheim-Blaufelden der Evangelischen Landeskirche in Württemberg. Bei der Nikolauskirche handelt es sich um eine Chorturmkirche, bei der allerdings der Turm nicht fertiggestellt, sondern durch einen Dachreiter ersetzt wurde. Die Ausmalung des Chores aus dem 15. Jahrhundert ist fast vollständig erhalten.

## Geschichte
Die Nikolauskirche steht auf dem Gelände eines früheren Benediktinerinnenklosters, das 1282 von Elisabeth von Lobenhausen, der Gattin Gottfried von Hohenlohes gegründet wurde. Um 1400 wurde die Klosterkapelle erweitert, kurz darauf entstanden in dem vermutlich aus dem 13. Jahrhundert stammenden Chorraum die ersten Freskenmalereien. Der Würzburger Bischof Johann II. von Brunn ließ das Kloster 1413 schließen, um 1427–29 nahm es seinen Betrieb jedoch wieder auf, woraufhin die Kapelle renoviert und mit weiteren Freskenmalereien versehen wurde. Die Fresken zeigen Szenen aus dem Leben des St. Nikolaus, die Passion Christi, die vier Evangelistensymbole sowie weitere Heilige und verschiedene Wappen. 1479 wurde das Kloster dann wegen des baulich schlechten Zustands der Gebäude endgültig aufgegeben.
Kurz darauf wurde die Kapelle um ein Kirchenschiff erweitert und zur Gemeindekirche ausgebaut, die Fresken wurden übertüncht und der Chorraum mit einem großen Flügelaltar ausgestattet. Um 1625 erhielt die Kirche ein Epitaph eines hohenlohischen Vogtes, das von diesem noch zu seinen Lebzeiten dort aufgestellt wurde. Das Kirchenschiff wurde wegen Baufälligkeit 1791 abgebrochen und durch einen Neubau ersetzt. Als der Flügelaltar 1856 restauriert werden sollte, weigerte sich das damalige Fürstenhaus die dazu notwendigen Mittel bereitzustellen, sodass der Altaraufsatz aus einer Werkstatt in Schwäbisch Hall (um 1505) im Jahr 1868 an die Staatssammlung vaterländischer Altertümer in Stuttgart, das heutige Landesmuseum Württemberg (Inv. Nr. 1034), verschenkt wurde; heute befindet sich ein Nachbau in der Nikolauskirche.
Unter dem Kirchenschiff wurden 1970 die Fundamente eines romanischen Vorgängerbaus ausgegraben. Zwischen 1969 und 1972 wurden die Innenräume der Kirche renoviert, wobei die Mauer zur früheren Sakristei aufgebrochen wurde. Die so entstandene Nische wurde mit dem Chorgestühl und dem spätromanischen Taufstein der 1904 abgebrochenen Kirche von Gaggstatt ausgestattet und zur Taufnische umgewidmet. 1996–97 erfolgte eine Außenrenovierung, in deren Zuge die Dachanlage sowie der Turmzier, die Turmuhr und die Holzbretterung am Turm erneuert und die Kirchhofmauer saniert wurde.

### Malereien
Im Zuge von Renovierungsarbeiten wurden 1895 die übertünchten Freskenmalereien entdeckt und durch den Stuttgarter Kunstmaler Wennagel wieder freigelegt. Die Malereien wurden auf die Zeit um 1430 datiert und zeigen:
- Vierung: Symbole der vier Evangelisten
- Ostseite: Kalvarienberg mit vielen Figuren, u. a. Longinus-Legende, Heiliger Georg, Sebastian
- Südseite: Stationen der Leidensgeschichte Jesu
- Westseite: Anbetung der drei Könige, Grablegung, Auferstehung
- Nordseite: Nikolaus-Legenden, Szenen der Marienlegende
- Fensterlaibungen Ost: Heiliger Antonius der Einsiedler, Hl. Scholastika, Wappen von Württemberg und Vellberg (Patrone der Kirche zur Zeit der Ausmalung)
- Südseite: Heilige Katharina (mit anbetendem Mönch) und Laurentius
- Unterer Abschluss der Malereien: Vorhangmalerei und Weihekreuze
- Chorbogen: Vier kluge und vier törichte Jungfrauen

Die Fresken im Chor der Nikolauskirche
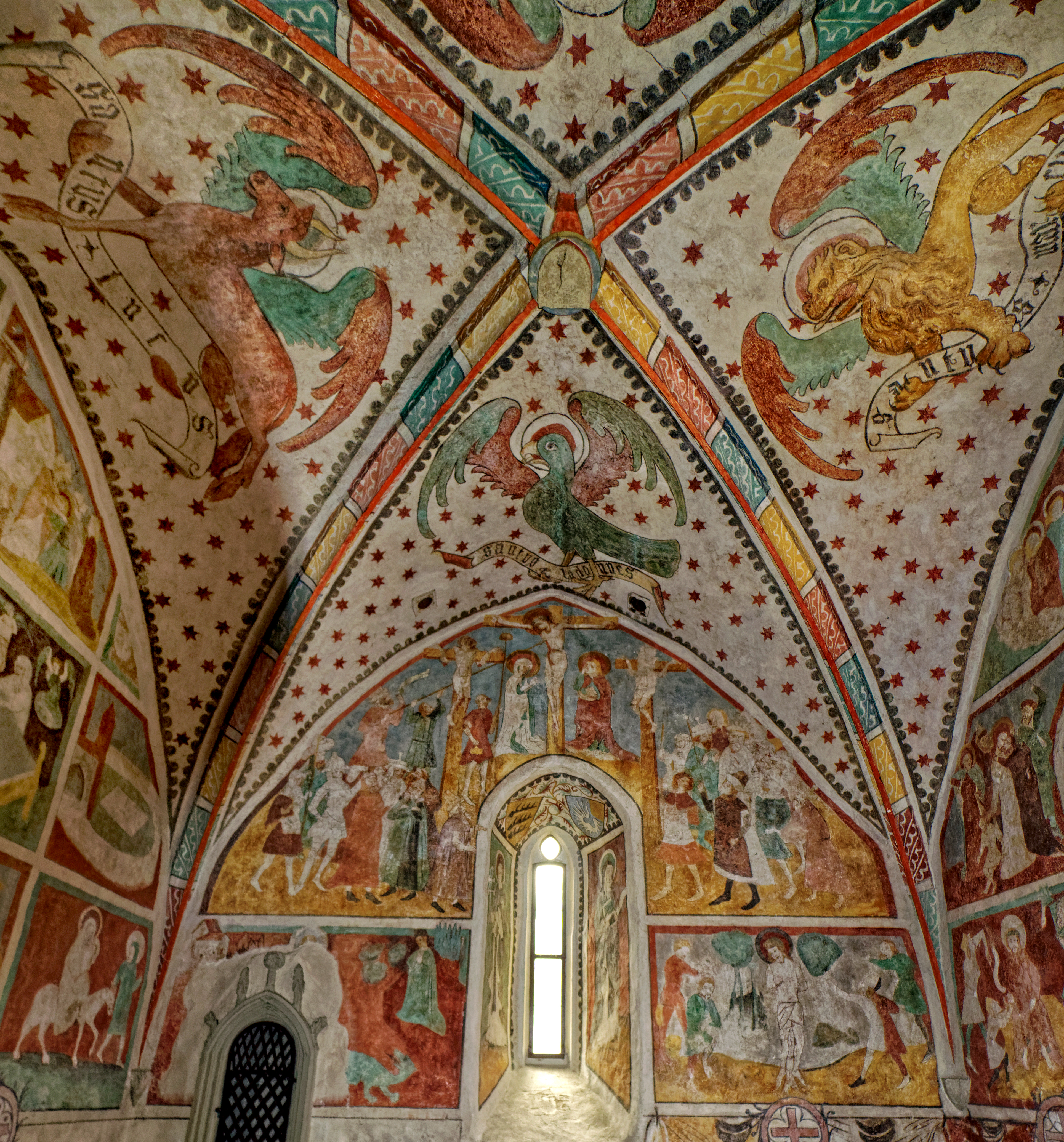
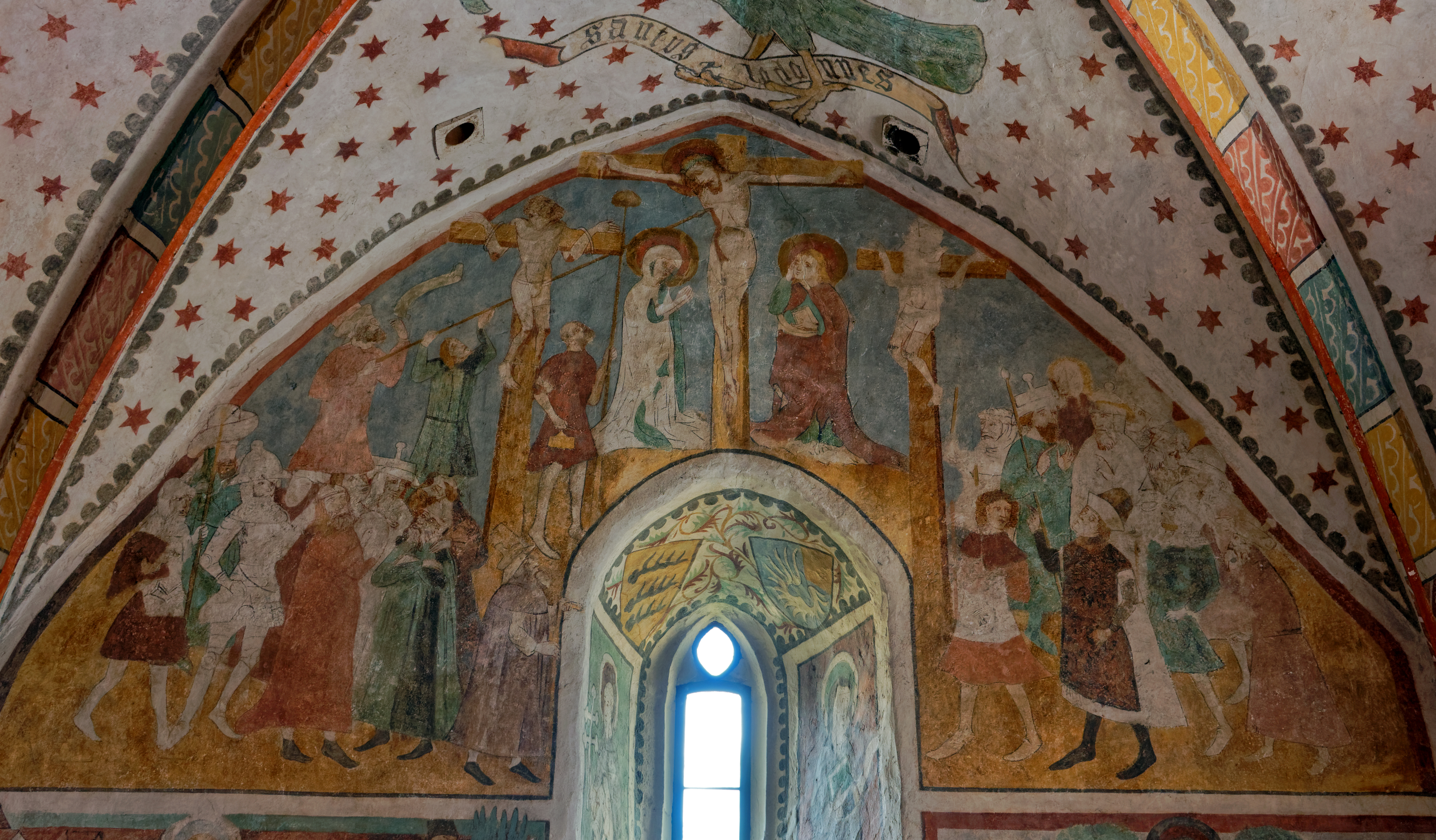
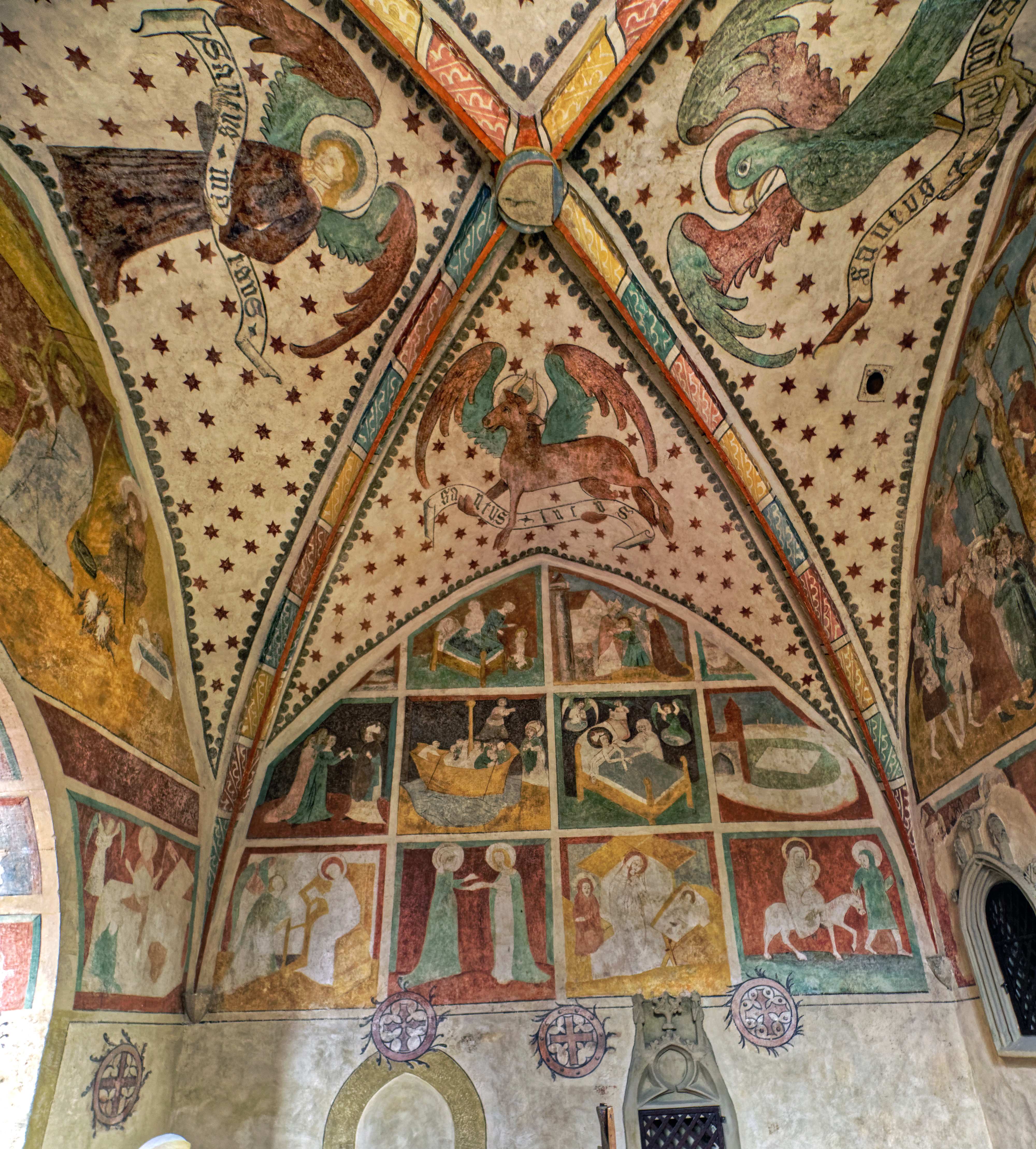
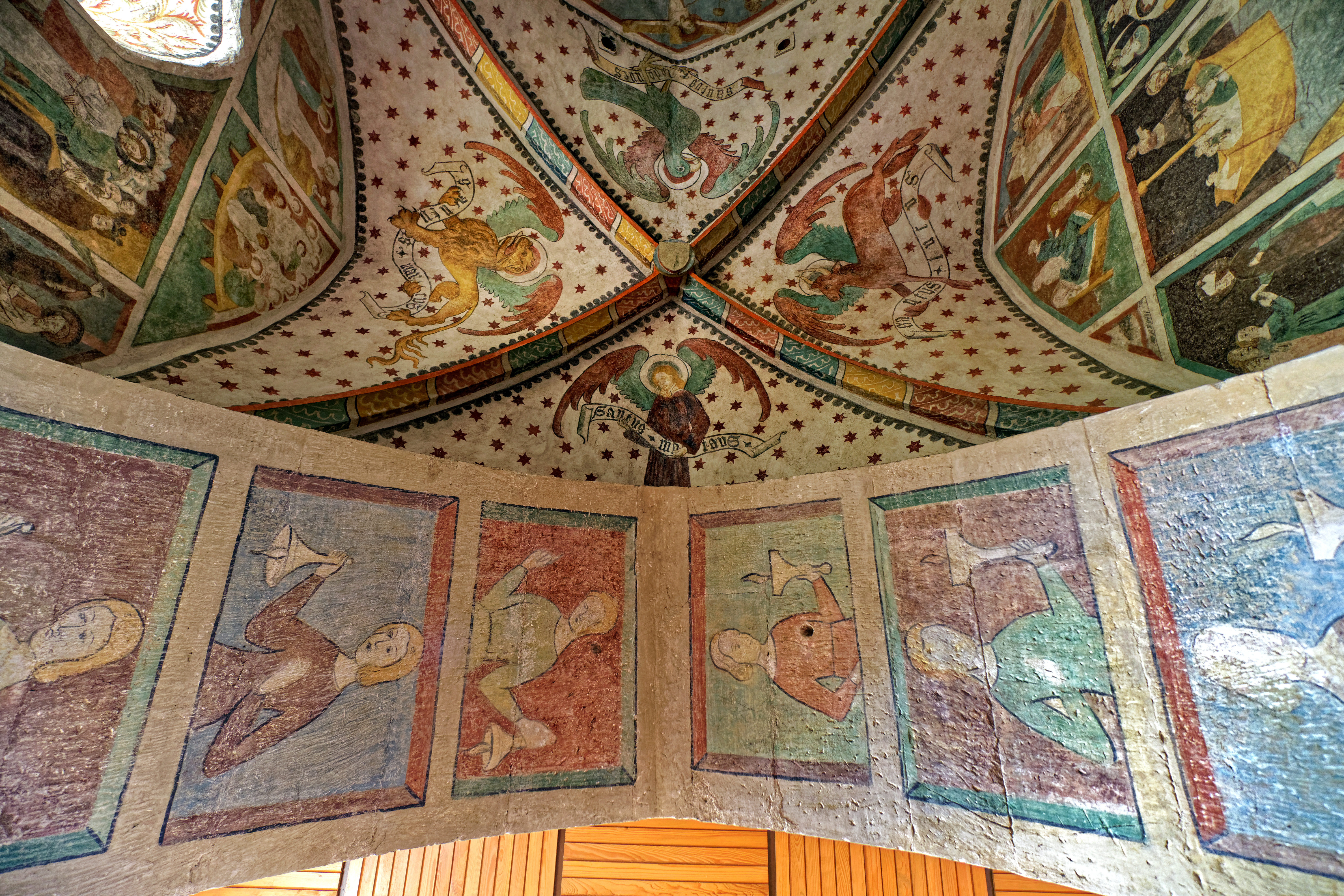
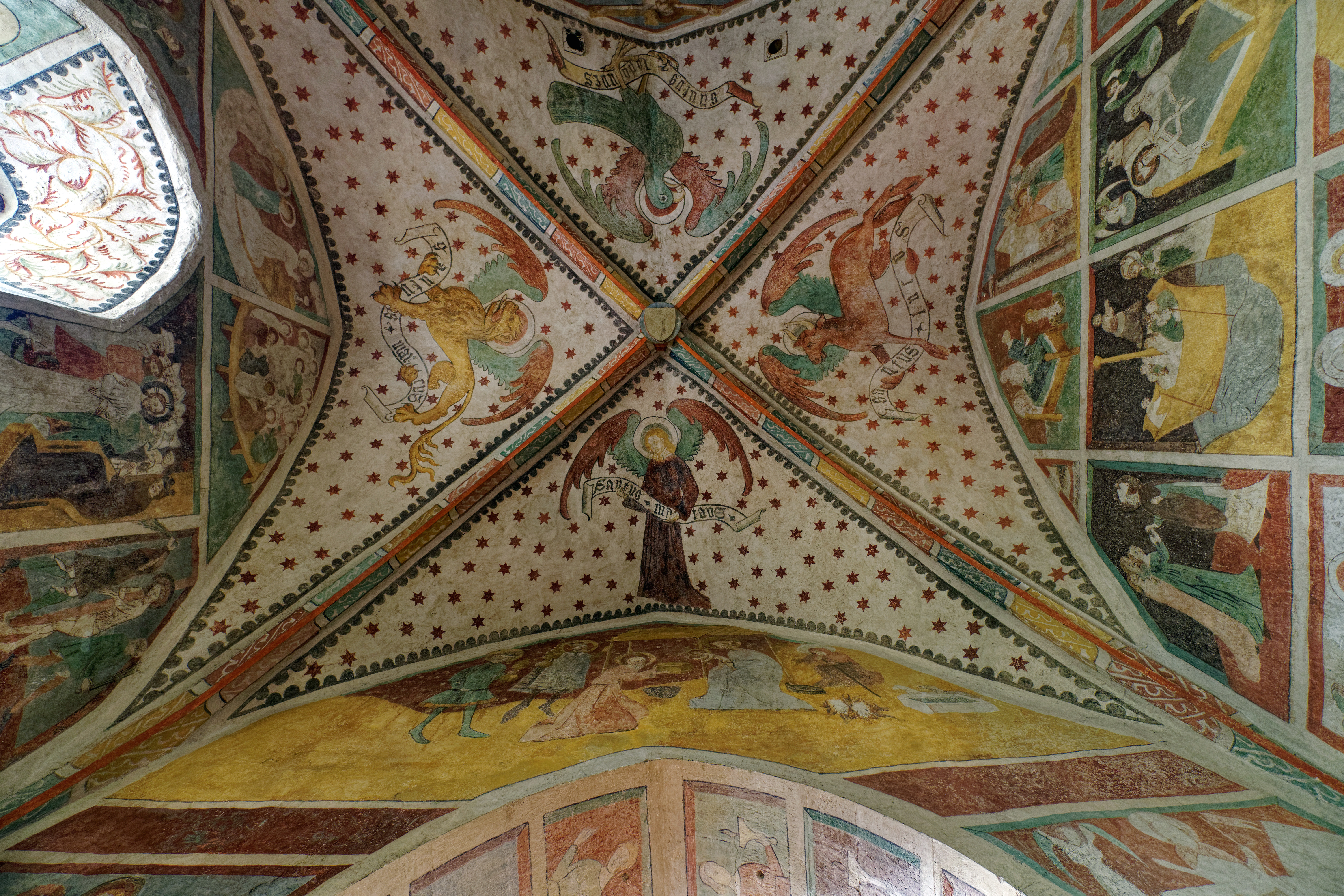

### Sonstige Ausstattung
- Zwei Sakramentsnischen
- Zwei kleine geschnitzte Figuren (um 1430): Hl. Elisabeth von Thüringen und Hl. Jakobus als Pilger
- Grabplatte mit Wappen der Bebenburger
- Epitaph für Michael Forst und Familie aus dem Jahr 1617
- Epitaph von Müller Hornung für seine verstorbene Frau und zwei Kinder aus dem Jahr 1819 (Südseite außen)
- Orgel von Fa. Walcker aus dem Jahr 1893: Manual und Pedal, 5 Register, mechanische Kegelladen
- Glocke aus dem 13. Jahrhundert (viertälteste Glocke Württembergs), Ton „gis“; Glocke von 1960, Ton „F“.